# Marin Iorda
Marin Iorda (pe numele real Marin Iordache; n. 1 septembrie 1901, București, România – d. 25 iunie 1972, București, România) a fost un regizor, scenarist, actor, scriitor, pictor și grafician român.

## Biografie
Marin Iorda s-a născut la data de 1 septembrie 1901 în orașul București, având numele real de Marin Iordache. În anul 1914 devine colaborator al Revistei copiilor și a tinerimii, editată de către C. G. Costaforu, trimițând poezii, povești, glume, anecdote și jocuri distractive. La această revistă colaborau pe atunci Elena Farago, I.C. Vissarion, Ion Pas, Victor Eftimiu și alții.
După război, este angajat ca ilustrator și grafician în redacția Revistei copiilor și a tinerimii. Alături de el s-au alăturat revistei scriitori ca Ion Slavici, Ion Agârbiceanu sau Victor Ion Popa. Peste câțiva ani, a început colaborarea la Adevărul literar. 
În anul 1919 a intrat prin concurs la Școala de belle-arte din București, avându-i ca profesori pe Dimitrie Paciurea și Frederik Storck. Profesând de nevoie gazetăria, Iordache a oscilat între proza cotidiană și desen. În anul 1924, odată cu lansarea revistei Dimineața copiilor, Iordache (cunoscut sub pseudonimul Iorda) începe să creioneze un personaj de benzi animate numit Haplea, după scenariul lui Nicolae Batzaria (1874-1952).
Începând din anul 1924, lucrează și ca scenograf și regizor de teatru, fiind adus de către Victor Ion Popa, care-l cunoștea pe Iorda.

## Haplea- cel mai vechi film românesc de animație păstrat
Marin Iorda este creatorul celui mai vechi film de desene animate românesc păstrat în Arhiva Națională de Filme. Este vorba de Haplea (1927). Cu ajutorul unui aparat de filmat Charles Urban & Co., cumpărat de la Aurel Petrescu, Marin Iorda a realizat Haplea, primul desen animat românesc păstrat, pornind de la figura personajului similar pe care îl lansase în benzi desenate umoristice în revista Dimineața copiilor. Filmul de animație Haplea a fost desenat de Marin Iorda pe scenariile lui Nicolae Batzaria.
Spre deosebire de Păcală (un alt personaj de desen animat din acei ani), care era un personaj preluat din folclorul românesc, personajul Haplea era un personaj care a intrat în folclor datorită popularității benzilor desenate și figurii sale de naiv contemporan. Peripețiile lui Haplea și ale familie sale - Coana Frosa, Hăplina și Hăplișor - au apărut in mai multe reviste pentru copii, între anii 1924 și 1970. Un alt desenator, Pascal Rădulescu, a ilustrat, între anii 1938 și 1940, Peripețiile lui Haplea pe textul lui Nicolae Batzaria, semnat cu pseudonimul Moș Nae. 
Dificultățile ivite în timpul și după realizarea filmului Haplea l-au făcut pe Iorda să renunțe la o continuare. A mai realizat, în anul 1936, doar niște diagrame animate pentru filmul profesorului Dimitrie Gusti, prezentat la pavilionul românesc al Expoziției internaționale de la Paris din anul următor.

## Activitatea ulterioară
Portița deschisă de către Haplea spre arta cinematografică, l-a determinat pe Iorda să încerce să realizeze și alte genuri de film artistic. În anul 1928, realizează în decurs de trei săptămâni, filmul de scurtmetraj Așa e viața, la care este regizor, scenarist și interpret. Aceasta este o comedie care reușește să îmbine scheciurile de inspirație hollywoodiană cu tipologia fanfaronului bucureștean Mitică, lansat de dramaturgul I. L. Caragiale. În acest film jucau actorii Jean Georgescu, Marin Iorda și Mady Stratt.
Marin Iorda mai are două încercări de regizare a două filme de lungmetraj de această dată. Fimul Focuri sub zăpadă (1941) era un film polițist după scenariul literar al lui Victor Ion Popa și în el jucau actori ca Irina Răchițeanu, Aurel Rogalski, Dan Demetrescu, George Damian etc. Când toate scenele de exterior fuseseră deja filmate, producătorul filmului a decis însă să-și investească banii în alte afaceri mai profitabile, filmul rămânând neterminat.
Scrie apoi scenariul filmului pentru copii Cetatea fermecată (1945), după piesa Ocheșel și Bălăior, jucată pe scena teatrului din strada Uranus. Și de această dată, filmul pe care îl și regizase, deși era realizat în proporție de mai mult de trei sferturi, a fost abandonat în faza de sonorizare tot din motive financiare. În acest film jucau Tony Zaharian, Mircea Lupu, Samy Wassman etc.
În paralel cu aceste activități, Iorda a lucrat și ca gazetar, iar mai târziu ca director al unor teatre de copii din București și Brașov. El s-a remarcat și ca prozator, scriind literatură pentru copii, printre care amintim: Oameni în cătușe de aur (1946), Alte pățanii și năzdrăvănii, Meșterul strică și alte povestiri etc.
A îndeplinit funcția de director al Teatrului Național din Craiova în perioada 26 octombrie 1948 – iunie 1949.
Marin Iorda a lucrat apoi ca regizor artistic la Teatrul Muncitoresc C.F.R. Giulești, participând la regizarea printre altele a pieselor: Vinovații fără vină de A.N. Ostrovski (1951), Plicul de Liviu Rebreanu (1956) și Doctor în filosofie de Branislav Nusici (1957). 
Scriitorul și omul de teatru Marin Iorda a decedat la data de 25 iunie 1972 în București.

## Distincții
- Ordinul Muncii clasa a III-a (7 septembrie 1957) „pentru merite deosebite în activitatea artistică, cu prilejul împlinirii a 10 ani de la înființarea Teatrului Muncitoresc C.F.R.”[7]

## Filmografie

### Ca regizor
- Haplea (1927) - scurtmetraj de animație
- Așa e viața (1928) - scurtmetraj
- Focuri sub zăpadă (1941) - lungmetraj neterminat
- Cetatea fermecată (1945) - lungmetraj neterminat

### Ca scenarist
- Așa e viața (1928)

### Ca actor
- Haplea (1927)
- Așa e viața (1928)